# پفی‌مرغ گردن‌سفید
پفی‌مرغ گردن‌سفید (نام علمی: Notharchus hyperrhynchus) نام یک گونه از سرده تنبل‌خان‌ها است.